# Zealantha
Genre
Zealantha est un genre d'insectes diptères de la famille des Anthomyzidae.

## Liste d'espèces
Selon Catalogue of Life (10 août 2013) :
- Zealantha thorpei